# Список матчей олимпийской сборной Узбекистана по футболу
Олимпийская сборная Узбекистана по футболу или сборная Узбекистана по футболу до 23 лет — команда, представляющая Узбекистан на Олимпийских (с 1996 года) и Азиатских (до 2002 года в Азиатских играх принимала участие основная сборная) играх в дисциплине футбол, а также на чемпионате Азии среди молодёжных команд.
В этой статье представлены матчи с 1995 года.

## 1995 год
| Соревнование                                                     | Дата и время матча | Сборная 1 (Голы) | Счёт (Отчёт) | Сборная 2 (Голы) | Примечания |
| ---------------------------------------------------------------- | ------------------ | ---------------- | ------------ | ---------------- | ---------- |
| Первый раунд, Олимпийский отборочный турнир Азии по футболу 1996 | 20 мая 1995        | Кыргызстан       | 1:5          | Узбекистан       |            |
| Первый раунд, Олимпийский отборочный турнир Азии по футболу 1996 | 20 мая 1995        | ???              | 1:5          | ???              |            |
| Первый раунд, Олимпийский отборочный турнир Азии по футболу 1996 | 10 июня 1995       | Узбекистан       | 2:0          | Таджикистан      |            |
| Первый раунд, Олимпийский отборочный турнир Азии по футболу 1996 | 10 июня 1995       | ???              | 2:0          |                  |            |
| Первый раунд, Олимпийский отборочный турнир Азии по футболу 1996 | 24 июня 1995       | Узбекистан       | 1:2          | Казахстан        |            |
| Первый раунд, Олимпийский отборочный турнир Азии по футболу 1996 | 24 июня 1995       | ???              | 1:2          | ???              |            |
| Первый раунд, Олимпийский отборочный турнир Азии по футболу 1996 | 12 августа 1995    | Узбекистан       | 2:1          | Кыргызстан       |            |
| Первый раунд, Олимпийский отборочный турнир Азии по футболу 1996 | 12 августа 1995    | ???              | 2:1          | ???              |            |
| Первый раунд, Олимпийский отборочный турнир Азии по футболу 1996 | 2 сентября 1995    | Таджикистан      | 1:1          | Узбекистан       |            |
| Первый раунд, Олимпийский отборочный турнир Азии по футболу 1996 | 2 сентября 1995    | ???              | 1:1          | ???              |            |
| Первый раунд, Олимпийский отборочный турнир Азии по футболу 1996 | 7 октября 1995     | Казахстан        | 3:1          | Узбекистан       |            |
| Первый раунд, Олимпийский отборочный турнир Азии по футболу 1996 | 7 октября 1995     | ???              | 3:1          | ???              |            |

## 1999 год
| Соревнование                                                     | Дата и время матча | Сборная 1 (Голы) | Счёт (Отчёт) | Сборная 2 (Голы) | Примечания |
| ---------------------------------------------------------------- | ------------------ | ---------------- | ------------ | ---------------- | ---------- |
| Первый раунд, Олимпийский отборочный турнир Азии по футболу 2000 | 3 апреля 1999      | Узбекистан       | 3:1          | Кыргызстан       |            |
| Первый раунд, Олимпийский отборочный турнир Азии по футболу 2000 | 3 апреля 1999      | ???              | 3:1          | ???              |            |
| Первый раунд, Олимпийский отборочный турнир Азии по футболу 2000 | 10 апреля 1999     | Узбекистан       | 3:0          | Таджикистан      |            |
| Первый раунд, Олимпийский отборочный турнир Азии по футболу 2000 | 10 апреля 1999     | ???              | 3:0          |                  |            |
| Первый раунд, Олимпийский отборочный турнир Азии по футболу 2000 | 24 апреля 1999     | Туркменистан     | 1:1          | Узбекистан       |            |
| Первый раунд, Олимпийский отборочный турнир Азии по футболу 2000 | 24 апреля 1999     | ???              | 1:1          | ???              |            |
| Первый раунд, Олимпийский отборочный турнир Азии по футболу 2000 | 15 мая 1999        | Узбекистан       | 0:2          | Казахстан        |            |
| Первый раунд, Олимпийский отборочный турнир Азии по футболу 2000 | 15 мая 1999        | ???              | 0:2          |                  |            |
| Первый раунд, Олимпийский отборочный турнир Азии по футболу 2000 | 29 мая 1999        | Узбекистан       | 3:1          | Казахстан        |            |
| Первый раунд, Олимпийский отборочный турнир Азии по футболу 2000 | 29 мая 1999        | ???              | 3:1          | ???              |            |
| Первый раунд, Олимпийский отборочный турнир Азии по футболу 2000 | 12 июня 1999       | Узбекистан       | 3:0          | Туркменистан     |            |
| Первый раунд, Олимпийский отборочный турнир Азии по футболу 2000 | 12 июня 1999       | ???              | 3:0          |                  |            |
| Первый раунд, Олимпийский отборочный турнир Азии по футболу 2000 | 26 июня 1999       | Таджикистан      | 0:2          | Узбекистан       |            |
| Первый раунд, Олимпийский отборочный турнир Азии по футболу 2000 | 26 июня 1999       | ???              | 0:2          |                  |            |
| Первый раунд, Олимпийский отборочный турнир Азии по футболу 2000 | 3 июля 1999        | Кыргызстан       | 0:2          | Узбекистан       |            |
| Первый раунд, Олимпийский отборочный турнир Азии по футболу 2000 | 3 июля 1999        | ???              | 0:2          |                  |            |

## 2002 год
| Соревнование                                          | Дата и время матча                 | Сборная 1 (Голы)                                                   | Счёт (Отчёт) | Сборная 2 (Голы) | Примечания                                                                |
| ----------------------------------------------------- | ---------------------------------- | ------------------------------------------------------------------ | ------------ | ---------------- | ------------------------------------------------------------------------- |
| Групповой этап, Футбол на летних Азиатских играх 2002 | 28 сентября 2002 16:33 (UTC+09:00) | Узбекистан                                                         | 0:3          | Бахрейн          | Место: Чханвон, Кёнсан-Намдо, Республика Корея Стадион: Чханвон (стадион) |
| Групповой этап, Футбол на летних Азиатских играх 2002 | 28 сентября 2002 16:33 (UTC+09:00) | - Сайед Махмуд Джалал 14′ - Хусейн Али 34′ - Ахмед Хасан Талеб 53′ | 0:3          |                  | Место: Чханвон, Кёнсан-Намдо, Республика Корея Стадион: Чханвон (стадион) |
| Групповой этап, Футбол на летних Азиатских играх 2002 | 1 октября 2002 16:33 (UTC+09:00)   | Узбекистан                                                         | 2:0          | Палестина        | Место: Янсан, Кёнсан-Намдо, Республика Корея Стадион: Янсан (стадион)     |
| Групповой этап, Футбол на летних Азиатских играх 2002 | 1 октября 2002 16:33 (UTC+09:00)   | - Хайдаров 31′ - Байрамов 45+1′                                    | 2:0          |                  | Место: Янсан, Кёнсан-Намдо, Республика Корея Стадион: Янсан (стадион)     |
| Групповой этап, Футбол на летних Азиатских играх 2002 | 5 октября 2002 19:03 (UTC+09:00)   | Япония                                                             | 1:0          | Узбекистан       | Место: Чханвон, Кёнсан-Намдо, Республика Корея Стадион: Масан (стадион)   |
| Групповой этап, Футбол на летних Азиатских играх 2002 | 5 октября 2002 19:03 (UTC+09:00)   | - Сатоси Накаяма 39′ (пен.)                                        | 1:0          |                  | Место: Чханвон, Кёнсан-Намдо, Республика Корея Стадион: Масан (стадион)   |

## 2004 год
| Соревнование                                                     | Дата и время матча | Сборная 1 (Голы) | Счёт (Отчёт) | Сборная 2 (Голы) | Примечания |
| ---------------------------------------------------------------- | ------------------ | ---------------- | ------------ | ---------------- | ---------- |
| Второй раунд, Олимпийский отборочный турнир Азии по футболу 2008 | 3 мая 2004         | Узбекистан       | 1:3          | Иран             |            |
| Второй раунд, Олимпийский отборочный турнир Азии по футболу 2008 | 3 мая 2004         | ???              | 1:3          | ???              |            |
| Второй раунд, Олимпийский отборочный турнир Азии по футболу 2008 | 7 июня 2004        | Иран             | 6:1          | Узбекистан       |            |
| Второй раунд, Олимпийский отборочный турнир Азии по футболу 2008 | 7 июня 2004        | ???              | 6:1          | ???              |            |

## 2006 год
| Соревнование                                          | Дата и время матча               | Сборная 1 (Голы)                           | Счёт (Отчёт)   | Сборная 2 (Голы)                  | Примечания                                                                                        |
| ----------------------------------------------------- | -------------------------------- | ------------------------------------------ | -------------- | --------------------------------- | ------------------------------------------------------------------------------------------------- |
| Групповой этап, Футбол на летних Азиатских играх 2006 | 28 ноября 2006 17:15 (UTC+03:00) | ОАЭ                                        | 1:2            | Узбекистан                        | Место: Доха, Катар Стадион: Стадион имени шейха Джассима бин Хамада Судья: Пэ Джэ Ён              |
| Групповой этап, Футбол на летних Азиатских играх 2006 | 28 ноября 2006 17:15 (UTC+03:00) | - Сакер 14′                                | 1:2            | - Гейнрих 44′, 55′                | Место: Доха, Катар Стадион: Стадион имени шейха Джассима бин Хамада Судья: Пэ Джэ Ён              |
| Групповой этап, Футбол на летних Азиатских играх 2006 | 2 декабря 2006 19:45 (UTC+03:00) | Узбекистан                                 | 1:0            | Катар                             | Место: Доха, Катар Стадион: Стадион имени шейха Джассима бин Хамада Судья: Кришнан Рамачандран    |
| Групповой этап, Футбол на летних Азиатских играх 2006 | 2 декабря 2006 19:45 (UTC+03:00) | - Гейнрих 67′                              | 1:0            |                                   | Место: Доха, Катар Стадион: Стадион имени шейха Джассима бин Хамада Судья: Кришнан Рамачандран    |
| Групповой этап, Футбол на летних Азиатских играх 2006 | 5 декабря 2006 19:45 (UTC+03:00) | Узбекистан                                 | 3:1            | Иордания                          | Место: Доха, Катар Стадион: Стадион имени Джасим бин Мухаммад Аль Тани Судья: Махмуд Рафией       |
| Групповой этап, Футбол на летних Азиатских играх 2006 | 5 декабря 2006 19:45 (UTC+03:00) | - Гейнрих 11′ - Денисов 47′ - Джепаров 74′ | 3:1            | - Одаи ас-Сайфи 35′               | Место: Доха, Катар Стадион: Стадион имени Джасим бин Мухаммад Аль Тани Судья: Махмуд Рафией       |
| Четвертьфинал, Футбол на летних Азиатских играх 2006  | 5 декабря 2006 19:45 (UTC+03:00) | Узбекистан                                 | 1:2 (доп. вр.) | Иран                              | Место: Доха, Катар Стадион: Стадион имени Джасим бин Мухаммад Аль Тани Судья: Кришнан Рамачандран |
| Четвертьфинал, Футбол на летних Азиатских играх 2006  | 5 декабря 2006 19:45 (UTC+03:00) | - Гейнрих 45+1′                            | 1:2 (доп. вр.) | - Каррар Джассим 10′ - Мансур 95′ | Место: Доха, Катар Стадион: Стадион имени Джасим бин Мухаммад Аль Тани Судья: Кришнан Рамачандран |

## 2007 год
| Соревнование                                                     | Дата и время матча                 | Сборная 1 (Голы)                                                | Счёт (Отчёт) | Сборная 2 (Голы)                         | Примечания |
| ---------------------------------------------------------------- | ---------------------------------- | --------------------------------------------------------------- | ------------ | ---------------------------------------- | --- |
| Второй раунд, Олимпийский отборочный турнир Азии по футболу 2008 | 7 февраля 2007 16:00 (UTC+05:00)   | Узбекистан                                                      | 4:1          | Таджикистан                              | Место: Ташкент, Узбекистан Стадион: Пахтакор Зрители: 5 000 Судья: Сатоп Тонгхан                                      |
| Второй раунд, Олимпийский отборочный турнир Азии по футболу 2008 | 7 февраля 2007 16:00 (UTC+05:00)   | - Абдуллаев 41′ - Исмаилов 47′, 48′ - Ахмедов 67′               | 4:1          | - Рабимов 52′                            | Место: Ташкент, Узбекистан Стадион: Пахтакор Зрители: 5 000 Судья: Сатоп Тонгхан                                      |
| Второй раунд, Олимпийский отборочный турнир Азии по футболу 2008 | 14 февраля 2007 14:00 (UTC+05:00)  | Таджикистан                                                     | 0:2          | Узбекистан                               | Место: Душанбе, Таджикистан Стадион: Центральный республиканский стадион Душанбе Зрители: 19 000 Судья: Салем Муджгеф |
| Второй раунд, Олимпийский отборочный турнир Азии по футболу 2008 | 14 февраля 2007 14:00 (UTC+05:00)  | - Исмаилов 30′ - Бикмаев 90+3′                                  | 0:2          |                                          | Место: Душанбе, Таджикистан Стадион: Центральный республиканский стадион Душанбе Зрители: 19 000 Судья: Салем Муджгеф |
| Второй раунд, Олимпийский отборочный турнир Азии по футболу 2008 | 28 февраля 2007 16:00 (UTC+05:00)  | Узбекистан                                                      | 2:1          | ОАЭ                                      | Место: Ташкент, Узбекистан Стадион: Пахтакор Зрители: 3 500 Судья: Мэттью Бризи                                       |
| Второй раунд, Олимпийский отборочный турнир Азии по футболу 2008 | 28 февраля 2007 16:00 (UTC+05:00)  | - Кузибоев 16′ - Бикмаев 42′                                    | 2:1          | - Насер Хамис 38′                        | Место: Ташкент, Узбекистан Стадион: Пахтакор Зрители: 3 500 Судья: Мэттью Бризи                                       |
| Второй раунд, Олимпийский отборочный турнир Азии по футболу 2008 | 14 марта 2007 16:00 (UTC+03:00)    | Йемен                                                           | 0:1          | Узбекистан                               | Место: Сана, Йемен Стадион: Аль-Тавра Спортс Сити Стэдиум Зрители: 10 000 Судья: Кадхум Ауда Лазим                    |
| Второй раунд, Олимпийский отборочный турнир Азии по футболу 2008 | 14 марта 2007 16:00 (UTC+03:00)    | - Хайдаров 46′                                                  | 0:1          |                                          | Место: Сана, Йемен Стадион: Аль-Тавра Спортс Сити Стэдиум Зрители: 10 000 Судья: Кадхум Ауда Лазим                    |
| Второй раунд, Олимпийский отборочный турнир Азии по футболу 2008 | 28 марта 2007 20:00 (UTC+09:00)    | Республика Корея                                                | 2:0          | Узбекистан                               | Место: Ансан, Кёнгидо, Республика Корея Стадион: Ансан Ва Зрители: 32 377 Судья: Талаат Наджм                         |
| Второй раунд, Олимпийский отборочный турнир Азии по футболу 2008 | 28 марта 2007 20:00 (UTC+09:00)    | - Хан Дон Вон 34′, 85′                                          | 2:0          |                                          | Место: Ансан, Кёнгидо, Республика Корея Стадион: Ансан Ва Зрители: 32 377 Судья: Талаат Наджм                         |
| Второй раунд, Олимпийский отборочный турнир Азии по футболу 2008 | 18 апреля 2007 17:00 (UTC+05:00)   | Узбекистан                                                      | 0:1          | Республика Корея                         | Место: Ташкент, Узбекистан Стадион: Пахтакор Зрители: 5 000 Судья: Халил аль-Гамди                                    |
| Второй раунд, Олимпийский отборочный турнир Азии по футболу 2008 | 18 апреля 2007 17:00 (UTC+05:00)   | - Пэк Чи Хун 75′                                                | 0:1          |                                          | Место: Ташкент, Узбекистан Стадион: Пахтакор Зрители: 5 000 Судья: Халил аль-Гамди                                    |
| Второй раунд, Олимпийский отборочный турнир Азии по футболу 2008 | 16 мая 2007 17:00 (UTC+04:00)      | ОАЭ                                                             | 0:2          | Узбекистан                               | Место: Дубай, ОАЭ Стадион: Аль-Рашид Зрители: 2 300 Судья: Масуд Моради                                               |
| Второй раунд, Олимпийский отборочный турнир Азии по футболу 2008 | 16 мая 2007 17:00 (UTC+04:00)      | - Саломов 37′ - Таджиев 49′                                     | 0:2          |                                          | Место: Дубай, ОАЭ Стадион: Аль-Рашид Зрители: 2 300 Судья: Масуд Моради                                               |
| Второй раунд, Олимпийский отборочный турнир Азии по футболу 2008 | 6 июня 2007 16:15 (UTC+05:00)      | Узбекистан                                                      | 3:0          | Йемен                                    | Место: Самарканд, Узбекистан Стадион: Динамо Зрители: 12 000 Судья: Абдулла Мохамед Балиде                            |
| Второй раунд, Олимпийский отборочный турнир Азии по футболу 2008 | 6 июня 2007 16:15 (UTC+05:00)      | - Ибрагимов 56′ - Хайдаров 64′ - Умирзаков 81′                  | 3:0          |                                          | Место: Самарканд, Узбекистан Стадион: Динамо Зрители: 12 000 Судья: Абдулла Мохамед Балиде                            |
| Третий раунд, Олимпийский отборочный турнир Азии по футболу 2008 | 22 августа 2007 19:00 (UTC+09:00)  | Республика Корея                                                | 2:1          | Узбекистан                               | Место: Сеул, Республика Корея Стадион: Сеул уорлд кап стадиум Зрители: 22 885 Судья: Бенджамин Уильямс                |
| Третий раунд, Олимпийский отборочный турнир Азии по футболу 2008 | 22 августа 2007 19:00 (UTC+09:00)  | - Ли Санг Хо 49′ - Ли Гын Хо 79′                                | 2:1          | - Ким Джин Гю 24′ (авт.)                 | Место: Сеул, Республика Корея Стадион: Сеул уорлд кап стадиум Зрители: 22 885 Судья: Бенджамин Уильямс                |
| Третий раунд, Олимпийский отборочный турнир Азии по футболу 2008 | 8 сентября 2007 17:00 (UTC+05:00)  | Узбекистан                                                      | 0:0          | Сирия                                    | Место: Самарканд, Узбекистан Стадион: Динамо Зрители: 9 000 Судья: Абдул Малик Абдул Башир                            |
| Третий раунд, Олимпийский отборочный турнир Азии по футболу 2008 | 8 сентября 2007 17:00 (UTC+05:00)  |                                                                 | 0:0          |                                          | Место: Самарканд, Узбекистан Стадион: Динамо Зрители: 9 000 Судья: Абдул Малик Абдул Башир                            |
| Третий раунд, Олимпийский отборочный турнир Азии по футболу 2008 | 12 сентября 2007 17:00 (UTC+05:00) | Узбекистан                                                      | 1:2          | Бахрейн                                  | Место: Ташкент, Узбекистан Стадион: Пахтакор Зрители: 12 000 Судья: Сатоп Тонгхан                                     |
| Третий раунд, Олимпийский отборочный турнир Азии по футболу 2008 | 12 сентября 2007 17:00 (UTC+05:00) | - Абдуллаев 86′                                                 | 1:2          | - Абдулла Омар 29′ - Аль Банки 90+2′     | Место: Ташкент, Узбекистан Стадион: Пахтакор Зрители: 12 000 Судья: Сатоп Тонгхан                                     |
| Третий раунд, Олимпийский отборочный турнир Азии по футболу 2008 | 17 октября 2007 17:00 (UTC+05:00)  | Бахрейн                                                         | 2:0          | Узбекистан                               | Место: Эр-Рифа-эш-Шарки, Бахрейн Стадион: Бахрейнский национальный стадион Зрители: 1 000 Судья: Али аль-Мутлак       |
| Третий раунд, Олимпийский отборочный турнир Азии по футболу 2008 | 17 октября 2007 17:00 (UTC+05:00)  | - Оквунванне 45′ - Абдулла Омар 55′                             | 2:0          |                                          | Место: Эр-Рифа-эш-Шарки, Бахрейн Стадион: Бахрейнский национальный стадион Зрители: 1 000 Судья: Али аль-Мутлак       |
| Кубок Федерации футбола Вьетнама 2007                            | 1 ноября 2007 16:00 (UTC+07:00)    | Вьетнам                                                         | 1:2          | Узбекистан                               | Место: Ханой, Вьетнам Стадион: Национальный стадион Мидинь                                                            |
| Кубок Федерации футбола Вьетнама 2007                            | 1 ноября 2007 16:00 (UTC+07:00)    | ???                                                             | 1:2          | ???                                      | Место: Ханой, Вьетнам Стадион: Национальный стадион Мидинь                                                            |
| Кубок Федерации футбола Вьетнама 2007                            | 3 ноября 2007 16:00 (UTC+07:00)    | Финляндия                                                       | 0:2          | Узбекистан                               | Место: Ханой, Вьетнам Стадион: Национальный стадион Мидинь                                                            |
| Кубок Федерации футбола Вьетнама 2007                            | 3 ноября 2007 16:00 (UTC+07:00)    | ???                                                             | 0:2          |                                          | Место: Ханой, Вьетнам Стадион: Национальный стадион Мидинь                                                            |
| Кубок Федерации футбола Вьетнама 2007                            | 5 ноября 2007 16:00 (UTC+07:00)    | Зимбабве                                                        | 1:1          | Узбекистан                               | Место: Ханой, Вьетнам Стадион: Национальный стадион Мидинь                                                            |
| Кубок Федерации футбола Вьетнама 2007                            | 5 ноября 2007 16:00 (UTC+07:00)    | ???                                                             | 1:1          | ???                                      | Место: Ханой, Вьетнам Стадион: Национальный стадион Мидинь                                                            |
| Третий раунд, Олимпийский отборочный турнир Азии по футболу 2008 | 17 ноября 2007 15:00 (UTC+05:00)   | Узбекистан                                                      | 0:0          | Республика Корея                         | Место: Ташкент, Узбекистан Стадион: Пахтакор Зрители: 4 000 Судья: Абдулла Мохамед Балиде                             |
| Третий раунд, Олимпийский отборочный турнир Азии по футболу 2008 | 17 ноября 2007 15:00 (UTC+05:00)   |                                                                 | 0:0          |                                          | Место: Ташкент, Узбекистан Стадион: Пахтакор Зрители: 4 000 Судья: Абдулла Мохамед Балиде                             |
| Третий раунд, Олимпийский отборочный турнир Азии по футболу 2008 | 21 ноября 2007 14:00 (UTC+02:00)   | Узбекистан                                                      | 3:3          | Сирия                                    | Место: Дамаск, Сирия Стадион: Аббасийин Зрители: 300 Судья: Хироёси Такаяма                                           |
| Третий раунд, Олимпийский отборочный турнир Азии по футболу 2008 | 21 ноября 2007 14:00 (UTC+02:00)   | - Маджед аль-Хадж 42′ - Бакри Тараб 44′ - Ахмад Далли Хасан 86′ | 3:3          | - Таджиев 61′ (пен.) - Галиулин 63′, 66′ | Место: Дамаск, Сирия Стадион: Аббасийин Зрители: 300 Судья: Хироёси Такаяма                                           |

## 2010 год
| Соревнование                                          | Дата и время матча               | Сборная 1 (Голы)                                   | Счёт (Отчёт)   | Сборная 2 (Голы) | Примечания |
| ----------------------------------------------------- | -------------------------------- | -------------------------------------------------- | -------------- | ---------------- | --- |
| Групповой этап, Футбол на летних Азиатских играх 2010 | 7 ноября 2010 16:00 (UTC+08:00)  | Узбекистан                                         | 3:0            | Бангладеш        | Место: Гуанчжоу, Гуандун, Китай Стадион: Стадион Генри Фока Судья: Эбрагим Али                                 |
| Групповой этап, Футбол на летних Азиатских играх 2010 | 7 ноября 2010 16:00 (UTC+08:00)  | - Тураев 23′ - Ахмедов 43′ - Нагаев 81′            | 3:0            |                  | Место: Гуанчжоу, Гуандун, Китай Стадион: Стадион Генри Фока Судья: Эбрагим Али                                 |
| Групповой этап, Футбол на летних Азиатских играх 2010 | 9 ноября 2010 19:00 (UTC+08:00)  | Узбекистан                                         | 0:1            | Гонконг          | Место: Гуанчжоу, Гуандун, Китай Стадион: Стадион Хуаду Судья: Кадхум Ауда                                      |
| Групповой этап, Футбол на летних Азиатских играх 2010 | 9 ноября 2010 19:00 (UTC+08:00)  | - Чан Вай Хо 60′                                   | 0:1            |                  | Место: Гуанчжоу, Гуандун, Китай Стадион: Стадион Хуаду Судья: Кадхум Ауда                                      |
| Групповой этап, Футбол на летних Азиатских играх 2010 | 11 ноября 2010 16:00 (UTC+08:00) | Узбекистан                                         | 0:3            | ОАЭ              | Место: Гуанчжоу, Гуандун, Китай Стадион: Стадион Генри Фока Судья: Минору Тодзё                                |
| Групповой этап, Футбол на летних Азиатских играх 2010 | 11 ноября 2010 16:00 (UTC+08:00) | - Авана 10′ - Халил 17′, 78′                       | 0:3            |                  | Место: Гуанчжоу, Гуандун, Китай Стадион: Стадион Генри Фока Судья: Минору Тодзё                                |
| 1/8 финала, Футбол на летних Азиатских играх 2010     | 15 ноября 2010 19:00 (UTC+08:00) | Узбекистан                                         | 0:1 (доп. вр.) | ОАЭ              | Место: Гуанчжоу, Гуандун, Китай Стадион: Городской стадион Гуанчжоуского университета Судья: Бенджамин Уильямс |
| 1/8 финала, Футбол на летних Азиатских играх 2010     | 15 ноября 2010 19:00 (UTC+08:00) | - Нагаев 108′                                      | 0:1 (доп. вр.) |                  | Место: Гуанчжоу, Гуандун, Китай Стадион: Городской стадион Гуанчжоуского университета Судья: Бенджамин Уильямс |
| Четвертьфинал, Футбол на летних Азиатских играх 2010  | 19 ноября 2010 19:00 (UTC+08:00) | Республика Корея                                   | 3:1 (доп. вр.) | Узбекистан       | Место: Гуанчжоу, Гуандун, Китай Стадион: Тяньхэ Зрители: 40 000 Судья: Минору Тодзё                            |
| Четвертьфинал, Футбол на летних Азиатских играх 2010  | 19 ноября 2010 19:00 (UTC+08:00) | - Хон Джон Хо 3′ - Пак Чу Ён 93′ - Ким Бо Гён 102′ | 3:1 (доп. вр.) | - Каримов 72′    | Место: Гуанчжоу, Гуандун, Китай Стадион: Тяньхэ Зрители: 40 000 Судья: Минору Тодзё                            |

## 2011 год
| Соревнование                                                     | Дата и время матча                 | Сборная 1 (Голы)                                                                                 | Счёт (Отчёт) | Сборная 2 (Голы)                 | Примечания |
| ---------------------------------------------------------------- | ---------------------------------- | ------------------------------------------------------------------------------------------------ | ------------ | -------------------------------- | --- |
| Товарищеский матч                                                | 20 февраля 2011                    | Неман                                                                                            | 2:3          | Узбекистан                       | Место: ОАЭ |
| Товарищеский матч                                                | 20 февраля 2011                    | ???                                                                                              | 2:3          | - Азизов 75′, 90+2′ - Мусаев 89′ | Место: ОАЭ |
| Товарищеский матч                                                | 22 февраля 2011                    | Шахтёр (юношеский)                                                                               | 2:2          | Узбекистан                       | Место: ОАЭ |
| Товарищеский матч                                                | 22 февраля 2011                    | ???                                                                                              | 2:2          | - Каримов 26′ - Тураев 69′       | Место: ОАЭ |
| Товарищеский матч                                                | 23 февраля 2011                    | Бананц                                                                                           | 0:3          | Узбекистан                       | Место: ОАЭ |
| Товарищеский матч                                                | 23 февраля 2011                    | - Мусаев 40′ - Пиримов 86′ - Хасанов 89′                                                         | 0:3          |                                  | Место: ОАЭ |
| Товарищеский матч                                                | 24 февраля 2011                    | Крылья Советов                                                                                   | 2:1          | Узбекистан                       | Место: ОАЭ |
| Товарищеский матч                                                | 24 февраля 2011                    | - Савин 6′ - Ди Кьяра 41′                                                                        | 2:1          | - Бойматов 58′                   | Место: ОАЭ |
| Товарищеский матч                                                | 26 марта 2011                      | Узбекистан                                                                                       | 1:2          | Япония                           | Место: Ташкент, Узбекистан Стадион: Пахтакор Судья: Валентин Анатольевич Коваленко                                  |
| Товарищеский матч                                                | 26 марта 2011                      | - Валиджонов 82′                                                                                 | 1:2          | - Хигаси 76′ - Нагаи 78′         | Место: Ташкент, Узбекистан Стадион: Пахтакор Судья: Валентин Анатольевич Коваленко                                  |
| Товарищеский матч                                                | 29 марта 2011 15:00 (UTC+04:00)    | Узбекистан                                                                                       | 1:0          | Япония                           | Место: Ташкент, Узбекистан Стадион: Джар Судья: Валентин Анатольевич Коваленко                                      |
| Товарищеский матч                                                | 29 марта 2011 15:00 (UTC+04:00)    | - Ходжиакбаров 13′                                                                               | 1:0          |                                  | Место: Ташкент, Узбекистан Стадион: Джар Судья: Валентин Анатольевич Коваленко                                      |
| Товарищеский матч                                                | 27 мая 2011                        | Узбекистан                                                                                       | 0:1          | Албания                          | Место: Инсбрук, Тироль, Австрия                                                                                     |
| Товарищеский матч                                                | 27 мая 2011                        | - Ваюши 13′                                                                                      | 0:1          |                                  | Место: Инсбрук, Тироль, Австрия                                                                                     |
| Товарищеский матч                                                | 30 мая 2011                        | Узбекистан                                                                                       | 2:0          | Израиль                          | Место: Инсбрук, Тироль, Австрия                                                                                     |
| Товарищеский матч                                                | 30 мая 2011                        | ???                                                                                              | 2:0          |                                  | Место: Инсбрук, Тироль, Австрия                                                                                     |
| Товарищеский матч                                                | 6 июня 2011                        | Узбекистан                                                                                       | 3:0          | Словения                         | Место: Инсбрук, Тироль, Австрия                                                                                     |
| Товарищеский матч                                                | 6 июня 2011                        | ???                                                                                              | 3:0          |                                  | Место: Инсбрук, Тироль, Австрия                                                                                     |
| Второй раунд, Олимпийский отборочный турнир Азии по футболу 2012 | 19 июня 2011 19:00 (UTC+05:00)     | Узбекистан                                                                                       | 1:0          | Гонконг                          | Место: Ташкент, Узбекистан Стадион: Джар Зрители: 6 000 Судья: Андре Эль Хаддад                                     |
| Второй раунд, Олимпийский отборочный турнир Азии по футболу 2012 | 19 июня 2011 19:00 (UTC+05:00)     | - Мусаев 58′                                                                                     | 1:0          |                                  | Место: Ташкент, Узбекистан Стадион: Джар Зрители: 6 000 Судья: Андре Эль Хаддад                                     |
| Второй раунд, Олимпийский отборочный турнир Азии по футболу 2012 | 23 июня 2011 20:00 (UTC+08:00)     | Гонконг                                                                                          | 0:2          | Узбекистан                       | Место: Гонконг Стадион: Гонконг Зрители: 2 787 Судья: Чайя Махапаб                                                  |
| Второй раунд, Олимпийский отборочный турнир Азии по футболу 2012 | 23 июня 2011 20:00 (UTC+08:00)     | - Мусаев 8′ - Абдухоликов 19′                                                                    | 0:2          |                                  | Место: Гонконг Стадион: Гонконг Зрители: 2 787 Судья: Чайя Махапаб                                                  |
| Товарищеский матч                                                | 10 июля 2011                       | Динамо                                                                                           | 1:1          | Узбекистан                       | Место: Лиенц, Тироль, Австрия                                                                                       |
| Товарищеский матч                                                | 10 июля 2011                       | - Семшов 41′                                                                                     | 1:1          | - Зотеев 49′                     | Место: Лиенц, Тироль, Австрия                                                                                       |
| Товарищеский матч                                                | 12 июля 2011                       | Ростов                                                                                           | 3:2          | Узбекистан                       | Место: Австрия |
| Товарищеский матч                                                | 12 июля 2011                       | - Адамов 7′, 20′ - Янков 35′                                                                     | 3:2          | - Шадрин 50′, 88′                | Место: Австрия |
| Товарищеский матч                                                | 14 июля 2011                       | ЧФР                                                                                              | 1:0          | Узбекистан                       | Место: Австрия |
| Товарищеский матч                                                | 14 июля 2011                       | - Раду, Йонуц (футболист, 1982) 2′                                                               | 1:0          |                                  | Место: Австрия |
| Товарищеский матч                                                | 15 июля 2011                       | Манисаспор                                                                                       | 4:1          | Узбекистан                       | Место: Австрия |
| Товарищеский матч                                                | 15 июля 2011                       | - Промис 15′ - Джош Симпсон 17′ - Ариза Макукула 51′ - ??? 88′                                   | 4:1          | - Гювен 47′ (авт.)               | Место: Австрия |
| Товарищеский матч                                                | 16 июля 2011                       | Ред Булл                                                                                         | 0:1          | Узбекистан                       | Место: Австрия |
| Товарищеский матч                                                | 16 июля 2011                       |                                                                                                  | 0:1          |                                  | Место: Австрия |
| Турнир памяти Валерия Лобановского 2011                          | 9 августа 2011                     | Узбекистан                                                                                       | 2:0          | Сербия                           | Место: Киев, Украина Стадион: Динамо                                                                                |
| Турнир памяти Валерия Лобановского 2011                          | 9 августа 2011                     | - ??? 57′ - ??? 90′                                                                              | 2:0          |                                  | Место: Киев, Украина Стадион: Динамо                                                                                |
| Товарищеский матч                                                | 11 сентября 2011                   | Узбекистан                                                                                       | 1:0          | Оман                             | Место: Ташкент, Узбекистан Стадион: Джар Судья: И. Худойдотов                                                       |
| Товарищеский матч                                                | 11 сентября 2011                   | - Абдухоликов 15′                                                                                | 1:0          |                                  | Место: Ташкент, Узбекистан Стадион: Джар Судья: И. Худойдотов                                                       |
| Товарищеский матч                                                | 15 сентября 2011                   | Узбекистан                                                                                       | 1:1          | Машал                            | Место: Австрия |
| Товарищеский матч                                                | 15 сентября 2011                   | - Хасанов 15′                                                                                    | 1:1          | - Шодмонов 41′                   | Место: Австрия |
| Третий раунд, Олимпийский отборочный турнир Азии по футболу 2012 | 21 сентября 2011 18:00 (UTC+05:00) | Узбекистан                                                                                       | 2:0          | Ирак                             | Место: Ташкент, Узбекистан Стадион: Джар Зрители: 7 223 Судья: Ким Дон Чжин (рефери)                                |
| Третий раунд, Олимпийский отборочный турнир Азии по футболу 2012 | 21 сентября 2011 18:00 (UTC+05:00) | - Абдухоликов 71′ - Тураев 78′                                                                   | 2:0          |                                  | Место: Ташкент, Узбекистан Стадион: Джар Зрители: 7 223 Судья: Ким Дон Чжин (рефери)                                |
| Третий раунд, Олимпийский отборочный турнир Азии по футболу 2012 | 23 сентября 2011 18:20 (UTC+04:00) | ОАЭ                                                                                              | 0:0          | Узбекистан                       | Место: Эль-Айн, ОАЭ Стадион: Международный стадион имени шейха Халифы Зрители: 4 110 Судья: Абдул Малик Абдул Башир |
| Третий раунд, Олимпийский отборочный турнир Азии по футболу 2012 | 23 сентября 2011 18:20 (UTC+04:00) |                                                                                                  | 0:0          |                                  | Место: Эль-Айн, ОАЭ Стадион: Международный стадион имени шейха Халифы Зрители: 4 110 Судья: Абдул Малик Абдул Башир |
| Товарищеский матч                                                | 7 октября 2011 17:30 (UTC+09:00)   | Республика Корея                                                                                 | 5:1          | Узбекистан                       | Место: Сеул, Республика Корея Стадион: Сеул уорлд кап стадиум Зрители: 33 225 Судья: Аписит Аонрак                  |
| Товарищеский матч                                                | 7 октября 2011 17:30 (UTC+09:00)   | - Ким Тэ Хван (футболист) 2′ - Юн Иль Лок 16′ - Пак Чон У 33′ - Пэк Сон Дон 61′ - Пак Ён Джи 67′ | 5:1          | - Абдухоликов 55′                | Место: Сеул, Республика Корея Стадион: Сеул уорлд кап стадиум Зрители: 33 225 Судья: Аписит Аонрак                  |
| Кубок Федерации футбола Вьетнама 2011                            | 19 октября 2011 17:00 (UTC+07:00)  | Узбекистан                                                                                       | 3:1          | Малайзия                         | Место: Ханой, Вьетнам Стадион: Национальный стадион Мидинь                                                          |
| Кубок Федерации футбола Вьетнама 2011                            | 19 октября 2011 17:00 (UTC+07:00)  | - Смоляченко 54′ - Ходжиакбаров 76′ - Киличев 88′ (пен.)                                         | 3:1          | - Фанди Осман 90+1′              | Место: Ханой, Вьетнам Стадион: Национальный стадион Мидинь                                                          |
| Кубок Федерации футбола Вьетнама 2011                            | 21 октября 2011 19:15 (UTC+07:00)  | Узбекистан                                                                                       | 1:1          | Вьетнам                          | Место: Ханой, Вьетнам Стадион: Национальный стадион Мидинь                                                          |
| Кубок Федерации футбола Вьетнама 2011                            | 21 октября 2011 19:15 (UTC+07:00)  | - Смоляченко 52′                                                                                 | 1:1          | - ??? 55′                        | Место: Ханой, Вьетнам Стадион: Национальный стадион Мидинь                                                          |
| Кубок Федерации футбола Вьетнама 2011                            | 23 октября 2011 17:10 (UTC+07:00)  | Мьянма                                                                                           | 1:2          | Узбекистан                       | Место: Ханой, Вьетнам Стадион: Национальный стадион Мидинь                                                          |
| Кубок Федерации футбола Вьетнама 2011                            | 23 октября 2011 17:10 (UTC+07:00)  | - ??? 35′                                                                                        | 1:2          | - Шогуломов 12′ - Смоляченко 15′ | Место: Ханой, Вьетнам Стадион: Национальный стадион Мидинь                                                          |
| Третий раунд, Олимпийский отборочный турнир Азии по футболу 2012 | 27 ноября 2011 19:15 (UTC+11:00)   | Австралия                                                                                        | 0:0          | Узбекистан                       | Место: Парраматта, Новый Южный Уэльс, Австралия Стадион: Парраматта Зрители: 2 604 Судья: Абдуллах Аль-Хилали       |
| Третий раунд, Олимпийский отборочный турнир Азии по футболу 2012 | 27 ноября 2011 19:15 (UTC+11:00)   |                                                                                                  | 0:0          |                                  | Место: Парраматта, Новый Южный Уэльс, Австралия Стадион: Парраматта Зрители: 2 604 Судья: Абдуллах Аль-Хилали       |
| Товарищеский матч                                                | 17 ноября 2011 19:30 (UTC+03:00)   | Бахрейн                                                                                          | 1:1          | Узбекистан                       | Место: Эр-Рифа-эш-Шарки, Бахрейн Стадион: Бахрейнский национальный стадион                                          |
| Товарищеский матч                                                | 17 ноября 2011 19:30 (UTC+03:00)   | - ??? 48′                                                                                        | 1:1          | - Зотеев 89′                     | Место: Эр-Рифа-эш-Шарки, Бахрейн Стадион: Бахрейнский национальный стадион                                          |

## 2012 год
| Соревнование                                                                                | Дата и время матча               | Сборная 1 (Голы)                                          | Счёт (Отчёт)       | Сборная 2 (Голы)                                 | Примечания                                                                                               |
| ------------------------------------------------------------------------------------------- | -------------------------------- | --------------------------------------------------------- | ------------------ | ------------------------------------------------ | --- |
| Match World Cup                                                                             | 19 января 2012                   | Шахтёр                                                    | 1:1 (5:6 пенальти) | Узбекистан                                       | Место: Дубай, ОАЭ Стадион: Мактум ибн Рашид Аль Мактум                                                   |
| Match World Cup                                                                             | 19 января 2012                   | - Луис Адриано 51′                                        | 1:1 (5:6 пенальти) | - Тураев 42′                                     | Место: Дубай, ОАЭ Стадион: Мактум ибн Рашид Аль Мактум                                                   |
| Match World Cup                                                                             | 21 января 2012                   | Ростов                                                    | 0:1                | Узбекистан                                       | Место: Дубай, ОАЭ Стадион: Мактум ибн Рашид Аль Мактум                                                   |
| Match World Cup                                                                             | 21 января 2012                   | - Тураев 35′                                              | 0:1                |                                                  | Место: Дубай, ОАЭ Стадион: Мактум ибн Рашид Аль Мактум                                                   |
| Match World Cup                                                                             | 23 января 2012                   | Зенит                                                     | 5:0                | Узбекистан                                       | Место: Дубай, ОАЭ Стадион: Мактум ибн Рашид Аль Мактум                                                   |
| Match World Cup                                                                             | 23 января 2012                   | ???                                                       | 5:0                |                                                  | Место: Дубай, ОАЭ Стадион: Мактум ибн Рашид Аль Мактум                                                   |
| Третий раунд, Футбол на летних Олимпийских играх 2012 — отборочный турнир Азии (мужчины)    | 5 февраля 2012 15:00 (UTC+5:00)  | Узбекистан                                                | 2:0                | Австралия                                        | Место: Ташкент, Узбекистан Стадион: Джар Зрители: 4 527 Судья: Абдулла Балиде                            |
| Третий раунд, Футбол на летних Олимпийских играх 2012 — отборочный турнир Азии (мужчины)    | 5 февраля 2012 15:00 (UTC+5:00)  | - Тураев 27′ - Зотеев 85′                                 | 2:0                |                                                  | Место: Ташкент, Узбекистан Стадион: Джар Зрители: 4 527 Судья: Абдулла Балиде                            |
| Товарищеский матч                                                                           | 11 февраля 2012                  | Филиппины                                                 | 0:3                | Узбекистан                                       | Место: Дубай, ОАЭ                                                                                        |
| Товарищеский матч                                                                           | 11 февраля 2012                  | - Тураев 12′ - Нагаев 42′, 64′                            | 0:3                |                                                  | Место: Дубай, ОАЭ                                                                                        |
| Товарищеский матч                                                                           | 16 февраля 2012                  | Оман                                                      | 0:0                | Узбекистан                                       | Место: Баушар, Маскат, Оман Стадион: Султан Кабус                                                        |
| Товарищеский матч                                                                           | 16 февраля 2012                  |                                                           | 0:0                |                                                  | Место: Баушар, Маскат, Оман Стадион: Султан Кабус                                                        |
| Третий раунд, Футбол на летних Олимпийских играх 2012 — отборочный турнир Азии (мужчины)    | 21 февраля 2012 16:45 (UTC+3:00) | Ирак                                                      | 2:1                | Узбекистан                                       | Место: Доха, Катар Стадион: Стадион Гранд Хамад Зрители: 100 Судья: Тан Хай                              |
| Третий раунд, Футбол на летних Олимпийских играх 2012 — отборочный турнир Азии (мужчины)    | 21 февраля 2012 16:45 (UTC+3:00) | - Абдулла М. 45+2′ (пен.) - Мустафа Ахмад 88′             | 2:1                | - Мусаев 23′                                     | Место: Доха, Катар Стадион: Стадион Гранд Хамад Зрители: 100 Судья: Тан Хай                              |
| Товарищеский матч                                                                           | 24 февраля 2012                  | Египет                                                    | 3:1                | Узбекистан                                       | Место: Дубай, ОАЭ Стадион: Аль-Мактум Стэдиум                                                            |
| Товарищеский матч                                                                           | 24 февраля 2012                  | - Ахмед Шукри 40′ - Мохсен 79′ - Абдул-Монем 83′          | 3:1                | - Пиримов 75′                                    | Место: Дубай, ОАЭ Стадион: Аль-Мактум Стэдиум                                                            |
| Третий раунд, Футбол на летних Олимпийских играх 2012 — отборочный турнир Азии (мужчины)    | 14 марта 2012 18:00 (UTC+5:00)   | Узбекистан                                                | 2:3                | ОАЭ                                              | Место: Ташкент, Узбекистан Стадион: Джар Зрители: 7 600 Судья: Масааки Тома                              |
| Третий раунд, Футбол на летних Олимпийских играх 2012 — отборочный турнир Азии (мужчины)    | 14 марта 2012 18:00 (UTC+5:00)   | - Зотеев 34′ - Мусаев 47′                                 | 2:3                | - Халил 51′, 55′ - Салех 90+3′                   | Место: Ташкент, Узбекистан Стадион: Джар Зрители: 7 600 Судья: Масааки Тома                              |
| Четвертый раунд, Футбол на летних Олимпийских играх 2012 — отборочный турнир Азии (мужчины) | 27 марта 2012 20:00 (UTC+7:00)   | Узбекистан                                                | 2:1                | Сирия                                            | Место: Ханой, Вьетнам Стадион: Национальный стадион Мидинь Зрители: 1 000 Судья: Алиреза Фагани          |
| Четвертый раунд, Футбол на летних Олимпийских играх 2012 — отборочный турнир Азии (мужчины) | 27 марта 2012 20:00 (UTC+7:00)   | - Тураев 73′ - Зотеев 88′                                 | 2:1                | - Ясер Шахин 14′                                 | Место: Ханой, Вьетнам Стадион: Национальный стадион Мидинь Зрители: 1 000 Судья: Алиреза Фагани          |
| Четвертый раунд, Футбол на летних Олимпийских играх 2012 — отборочный турнир Азии (мужчины) | 29 марта 2012 19:00 (UTC+7:00)   | Оман                                                      | 2:0                | Узбекистан                                       | Место: Ханой, Вьетнам Стадион: Национальный стадион Мидинь Зрители: 1 300 Судья: Абдул Малик Абдул Башир |
| Четвертый раунд, Футбол на летних Олимпийских играх 2012 — отборочный турнир Азии (мужчины) | 29 марта 2012 19:00 (UTC+7:00)   | - Хуссейн аль-Хадри 16′ - Раед Ибрагим Салех 45+2′ (пен.) | 2:0                |                                                  | Место: Ханой, Вьетнам Стадион: Национальный стадион Мидинь Зрители: 1 300 Судья: Абдул Малик Абдул Башир |
| Групповой этап, Чемпионат Азии по футболу среди молодёжных команд 2013 (квалификация)       | 18 июня 2012 15:30 (UTC+05:45)   | Бангладеш                                                 | 1:2                | Узбекистан                                       | Место: Катманду, Непал Стадион: Дасаратх Рангасала Зрители: 500 Судья: Пратап Сингх                      |
| Групповой этап, Чемпионат Азии по футболу среди молодёжных команд 2013 (квалификация)       | 18 июня 2012 15:30 (UTC+05:45)   | - Эмон Махмуд 55′ (пен.)                                  | 1:2                | - Смоляченко 40′ - Гадоев 74′                    | Место: Катманду, Непал Стадион: Дасаратх Рангасала Зрители: 500 Судья: Пратап Сингх                      |
| Групповой этап, Чемпионат Азии по футболу среди молодёжных команд 2013 (квалификация)       | 20 июня 2012 18:30 (UTC+05:45)   | Узбекистан                                                | 4:2                | Непал                                            | Место: Катманду, Непал Стадион: Дасаратх Рангасала Зрители: 3 200 Судья: Ма Нин                          |
| Групповой этап, Чемпионат Азии по футболу среди молодёжных команд 2013 (квалификация)       | 20 июня 2012 18:30 (UTC+05:45)   | - Гадоев 7′, 56′ - Абдухоликов 9′, 86′                    | 4:2                | - Анил 33′ - Суджал 42′                          | Место: Катманду, Непал Стадион: Дасаратх Рангасала Зрители: 3 200 Судья: Ма Нин                          |
| Групповой этап, Чемпионат Азии по футболу среди молодёжных команд 2013 (квалификация)       | 22 июня 2012 15:30 (UTC+05:45)   | Йемен                                                     | 1:1                | Узбекистан                                       | Место: Катманду, Непал Стадион: Дасаратх Рангасала Зрители: 250 Судья: Масуд Туфайлиех                   |
| Групповой этап, Чемпионат Азии по футболу среди молодёжных команд 2013 (квалификация)       | 22 июня 2012 15:30 (UTC+05:45)   | - Хусейн Саддам 41′                                       | 1:1                | - Абдухоликов 45+1′                              | Место: Катманду, Непал Стадион: Дасаратх Рангасала Зрители: 250 Судья: Масуд Туфайлиех                   |
| Групповой этап, Чемпионат Азии по футболу среди молодёжных команд 2013 (квалификация)       | 22 июня 2012 18:30 (UTC+05:45)   | Узбекистан                                                | 1:3                | Иордания                                         | Место: Катманду, Непал Стадион: Дасаратх Рангасала Зрители: 300 Судья: Ма Нин                            |
| Групповой этап, Чемпионат Азии по футболу среди молодёжных команд 2013 (квалификация)       | 22 июня 2012 18:30 (UTC+05:45)   | - Абдухоликов 32′                                         | 1:3                | - Одай Захран 82′, 87′ - Халил Бани Аттиах 90+5′ | Место: Катманду, Непал Стадион: Дасаратх Рангасала Зрители: 300 Судья: Ма Нин                            |

## 2014 год
| Соревнование                                                           | Дата и время матча                | Сборная 1 (Голы)                                            | Счёт (Отчёт) | Сборная 2 (Голы)                                                            | Примечания                                                                                      |
| ---------------------------------------------------------------------- | --------------------------------- | ----------------------------------------------------------- | ------------ | --------------------------------------------------------------------------- | ----------------------------------------------------------------------------------------------- |
| Групповой этап, Чемпионат Азии по футболу среди молодёжных команд 2013 | 12 января 2014 17:00 (UTC+4:00)   | Узбекистан                                                  | 2:1          | Китай                                                                       | Место: Эс-Сиб, Маскат, Оман Стадион: Стадион Эс-Сиб Зрители: 80 Судья: Ким Чен Хёк              |
| Групповой этап, Чемпионат Азии по футболу среди молодёжных команд 2013 | 12 января 2014 17:00 (UTC+4:00)   | - Кримец 90+2′ - Сергеев 90+4′                              | 2:1          | - Ян Чаошэн 35′                                                             | Место: Эс-Сиб, Маскат, Оман Стадион: Стадион Эс-Сиб Зрители: 80 Судья: Ким Чен Хёк              |
| Групповой этап, Чемпионат Азии по футболу среди молодёжных команд 2013 | 14 января 2014 17:00 (UTC+4:00)   | Ирак                                                        | 2:1          | Узбекистан                                                                  | Место: Эс-Сиб, Маскат, Оман Стадион: Стадион Эс-Сиб Зрители: 510 Судья: Мохд Амирул Изван Яакоб |
| Групповой этап, Чемпионат Азии по футболу среди молодёжных команд 2013 | 14 января 2014 17:00 (UTC+4:00)   | - Марван Хусейн 10′ - Надим 38′                             | 2:1          | - Искандеров 64′                                                            | Место: Эс-Сиб, Маскат, Оман Стадион: Стадион Эс-Сиб Зрители: 510 Судья: Мохд Амирул Изван Яакоб |
| Групповой этап, Чемпионат Азии по футболу среди молодёжных команд 2013 | 16 января 2014 20:00 (UTC+4:00)   | Саудовская Аравия                                           | 1:0          | Узбекистан                                                                  | Место: Эс-Сиб, Маскат, Оман Стадион: Стадион Эс-Сиб Зрители: 200 Судья: Мухаммад Таки (рефери)  |
| Групповой этап, Чемпионат Азии по футболу среди молодёжных команд 2013 | 16 января 2014 20:00 (UTC+4:00)   | - Закария Сами 60′                                          | 1:0          |                                                                             | Место: Эс-Сиб, Маскат, Оман Стадион: Стадион Эс-Сиб Зрители: 200 Судья: Мухаммад Таки (рефери)  |
| Товарищеский матч                                                      | 21 июня 2014                      | Китай                                                       | 0:1          | Узбекистан                                                                  | Место: Шанхай, Китай                                                                            |
| Товарищеский матч                                                      | 21 июня 2014                      | - Сергеев 68′                                               | 0:1          |                                                                             | Место: Шанхай, Китай                                                                            |
| Товарищеский матч                                                      | 23 июня 2014                      | Китай                                                       | 0:0          | Узбекистан                                                                  | Место: Шанхай, Китай                                                                            |
| Товарищеский матч                                                      | 23 июня 2014                      |                                                             | 0:0          |                                                                             | Место: Шанхай, Китай                                                                            |
| Групповой этап, Футбол на летних Азиатских играх 2014                  | 15 сентября 2014 20:00 (UTC+9:00) | Узбекистан                                                  | 1:1          | Гонконг                                                                     | Место: Инчхон, Республика Корея Стадион: Инчхон Мунхак Судья: Алі Сабах                         |
| Групповой этап, Футбол на летних Азиатских играх 2014                  | 15 сентября 2014 20:00 (UTC+9:00) | - Сергеев 75′                                               | 1:1          | - Чан Сиу Кван 80′                                                          | Место: Инчхон, Республика Корея Стадион: Инчхон Мунхак Судья: Алі Сабах                         |
| Групповой этап, Футбол на летних Азиатских играх 2014                  | 18 сентября 2014 20:00 (UTC+9:00) | Узбекистан                                                  | 3:0          | Бангладеш                                                                   | Место: Ансан, Кёнгидо, Республика Корея Стадион: Ансан Ва Судья: Юй Мин Сюнь                    |
| Групповой этап, Футбол на летних Азиатских играх 2014                  | 18 сентября 2014 20:00 (UTC+9:00) | - Шодиев 12′, 21′ - Рашидов 34′                             | 3:0          |                                                                             | Место: Ансан, Кёнгидо, Республика Корея Стадион: Ансан Ва Судья: Юй Мин Сюнь                    |
| Групповой этап, Футбол на летних Азиатских играх 2014                  | 22 сентября 2014 17:00 (UTC+9:00) | Афганистан                                                  | 0:5          | Узбекистан                                                                  | Место: Коян, Кёнгидо, Республика Корея Стадион: Коян (стадион) Судья: Хамис аль-Марри           |
| Групповой этап, Футбол на летних Азиатских играх 2014                  | 22 сентября 2014 17:00 (UTC+9:00) | - Кримец 6′ - Шодиев 42′, 90+1′ - Сайфиев 50′ - Сергеев 86′ | 0:5          |                                                                             | Место: Коян, Кёнгидо, Республика Корея Стадион: Коян (стадион) Судья: Хамис аль-Марри           |
| 1/8 финала, Футбол на летних Азиатских играх 2014                      | 26 сентября 2014 20:00 (UTC+9:00) | Узбекистан                                                  | 2:3          | Саудовская Аравия                                                           | Место: Коян, Кёнгидо, Республика Корея Стадион: Коян (стадион) Судья: Чайя Махапаб              |
| 1/8 финала, Футбол на летних Азиатских играх 2014                      | 26 сентября 2014 20:00 (UTC+9:00) | - Искандеров 45+1′ - Шодиев 70′                             | 2:3          | - Раед Аль-Гамди 17′ (пен.) - Юлдашов 54′ (авт.) - Абдулазиз аль-Биши 90+5′ | Место: Коян, Кёнгидо, Республика Корея Стадион: Коян (стадион) Судья: Чайя Махапаб              |

## 2015 год
| Соревнование                                                                          | Дата и время матча               | Сборная 1 (Голы)                                                               | Счёт (Отчёт) | Сборная 2 (Голы)                                   | Примечания                                                                                                |
| ------------------------------------------------------------------------------------- | -------------------------------- | ------------------------------------------------------------------------------ | ------------ | -------------------------------------------------- | --- |
| Кубок короля Таиланда 2015                                                            | 1 февраля 2015 16:00 (UTC+07:00) | Республика Корея                                                               | 1:0          | Узбекистан                                         | Место: Накхонратчасима, Таиланд Стадион: Стадион 80-летия Зрители: 3 000 Судья: Шень Иньхао               |
| Кубок короля Таиланда 2015                                                            | 1 февраля 2015 16:00 (UTC+07:00) | - Сон Жу Хунь 23′                                                              | 1:0          |                                                    | Место: Накхонратчасима, Таиланд Стадион: Стадион 80-летия Зрители: 3 000 Судья: Шень Иньхао               |
| Кубок короля Таиланда 2015                                                            | 4 февраля 2015                   | Узбекистан                                                                     | 5:2          | Таиланд                                            | Место: Накхонратчасима, Таиланд Стадион: Стадион 80-летия Судья: Пхунг Динь Дунг                          |
| Кубок короля Таиланда 2015                                                            | 4 февраля 2015                   | - Сабирходжаев 32′ - Искандеров 44′ - Фомин 78′ - Махсталиев 81′ - Сергеев 88′ | 5:2          | - Покклав Анан 8′, 70′                             | Место: Накхонратчасима, Таиланд Стадион: Стадион 80-летия Судья: Пхунг Динь Дунг                          |
| Кубок короля Таиланда 2015                                                            | 7 февраля 2015                   | Узбекистан                                                                     | 2:4          | Гондурас                                           | Место: Накхонратчасима, Таиланд Стадион: Стадион 80-летия Судья: Ануват Фимуэчанг                         |
| Кубок короля Таиланда 2015                                                            | 7 февраля 2015                   | - Турапов 6′ - Флорес 90+3′ (авт.)                                             | 2:4          | - Бенавидес 11′ (пен.), 34′ (пен.) - Элис 35′, 74′ | Место: Накхонратчасима, Таиланд Стадион: Стадион 80-летия Судья: Ануват Фимуэчанг                         |
| Товарищеский матч                                                                     | 14 марта 2015                    | Вьетнам                                                                        | 0:0          | Узбекистан                                         | Место: Хошимин, Вьетнам Стадион: Стадион воссоединения                                                    |
| Товарищеский матч                                                                     | 14 марта 2015                    |                                                                                | 0:0          |                                                    | Место: Хошимин, Вьетнам Стадион: Стадион воссоединения                                                    |
| Групповой этап, Чемпионат Азии по футболу среди молодёжных команд 2016 (квалификация) | 27 марта 2015 15:00 (UTC+06:00)  | Узбекистан                                                                     | 2:0          | Индия                                              | Место: Дакка, Бангладеш Стадион: Национальный стадион Бангабандху Зрители: 1 000 Судья: Тан Хай           |
| Групповой этап, Чемпионат Азии по футболу среди молодёжных команд 2016 (квалификация) | 27 марта 2015 15:00 (UTC+06:00)  | - Сергеев 87′ - Козак 90+2′                                                    | 2:0          |                                                    | Место: Дакка, Бангладеш Стадион: Национальный стадион Бангабандху Зрители: 1 000 Судья: Тан Хай           |
| Групповой этап, Чемпионат Азии по футболу среди молодёжных команд 2016 (квалификация) | 29 марта 2015 18:00 (UTC+06:00)  | Бангладеш                                                                      | 0:4          | Узбекистан                                         | Место: Дакка, Бангладеш Стадион: Национальный стадион Бангабандху Зрители: 1 500 Судья: Фахад аль-Мирдаси |
| Групповой этап, Чемпионат Азии по футболу среди молодёжных команд 2016 (квалификация) | 29 марта 2015 18:00 (UTC+06:00)  | - Машарипов 4′ - Рахманов 12′, 29′ - Махсталиев 40′                            | 0:4          |                                                    | Место: Дакка, Бангладеш Стадион: Национальный стадион Бангабандху Зрители: 1 500 Судья: Фахад аль-Мирдаси |
| Групповой этап, Чемпионат Азии по футболу среди молодёжных команд 2016 (квалификация) | 31 марта 2015 15:00 (UTC+06:00)  | Сирия                                                                          | 2:1          | Узбекистан                                         | Место: Дакка, Бангладеш Стадион: Национальный стадион Бангабандху Зрители: 300 Судья: Фахад аль-Мирдаси   |
| Групповой этап, Чемпионат Азии по футболу среди молодёжных команд 2016 (квалификация) | 31 марта 2015 15:00 (UTC+06:00)  | - Харбин 29′, 45+2′ (пен.)                                                     | 2:1          | - Махсталиев 59′                                   | Место: Дакка, Бангладеш Стадион: Национальный стадион Бангабандху Зрители: 300 Судья: Фахад аль-Мирдаси   |
| Товарищеский матч                                                                     | 30 августа 2015                  | Узбекистан                                                                     | 1:0          | ОАЭ                                                | Место: Трнава, Трнавский край, Словакия                                                                   |
| Товарищеский матч                                                                     | 30 августа 2015                  | - Б. Юлдашов 82′                                                               | 1:0          |                                                    | Место: Трнава, Трнавский край, Словакия                                                                   |
| Товарищеский матч                                                                     | 1 сентября 2015                  | Узбекистан                                                                     | 1:3          | Саудовская Аравия                                  | Место: Трнава, Трнавский край, Словакия                                                                   |
| Товарищеский матч                                                                     | 1 сентября 2015                  | - Уринбаев 82′                                                                 | 1:3          |                                                    | Место: Трнава, Трнавский край, Словакия                                                                   |
| Товарищеский матч                                                                     | 3 сентября 2015                  | Узбекистан                                                                     | 1:1          | ОАЭ                                                | Место: Трнава, Трнавский край, Словакия                                                                   |
| Товарищеский матч                                                                     | 3 сентября 2015                  | - Т. Хакимов                                                                   | 1:1          | ???                                                | Место: Трнава, Трнавский край, Словакия                                                                   |
| Товарищеский матч                                                                     | 8 сентября 2015                  | Узбекистан                                                                     | 0:0          | Саудовская Аравия                                  | Место: Трнава, Трнавский край, Словакия                                                                   |
| Товарищеский матч                                                                     | 8 сентября 2015                  |                                                                                | 0:0          |                                                    | Место: Трнава, Трнавский край, Словакия                                                                   |
| Товарищеский матч                                                                     | 20 декабря 2015                  | Узбекистан                                                                     | 4:2          | КНДР                                               | Место: Дубай, ОАЭ                                                                                         |
| Товарищеский матч                                                                     | 20 декабря 2015                  | - Сергеев 27′ (пен.), 40′ - Гафуров 53′ - И. Алибаев 79′                       | 4:2          | ???                                                | Место: Дубай, ОАЭ                                                                                         |
| Товарищеский матч                                                                     | 23 декабря 2015                  | Узбекистан                                                                     | 0:1          | Сирия                                              | Место: Дубай, ОАЭ                                                                                         |
| Товарищеский матч                                                                     | 23 декабря 2015                  | ???                                                                            | 0:1          |                                                    | Место: Дубай, ОАЭ                                                                                         |
| Товарищеский матч                                                                     | 23 декабря 2015                  | Узбекистан                                                                     | 2:0          | Катар                                              | Место: Дубай, ОАЭ                                                                                         |
| Товарищеский матч                                                                     | 23 декабря 2015                  | - А. Комилов 73′ - Д. Турсунов 90′                                             | 2:0          |                                                    | Место: Дубай, ОАЭ                                                                                         |

## 2016 год
| Соревнование                                                           | Дата и время матча              | Сборная 1 (Голы)                              | Счёт (Отчёт) | Сборная 2 (Голы)                                   | Примечания                                                                                 |
| ---------------------------------------------------------------------- | ------------------------------- | --------------------------------------------- | ------------ | -------------------------------------------------- | ------------------------------------------------------------------------------------------ |
| Товарищеский матч                                                      | 4 января 2016                   | Узбекистан                                    | 0:2          | Китай                                              | Место: Дубай, ОАЭ                                                                          |
| Товарищеский матч                                                      | 4 января 2016                   | - Се Пэнфэй 30′ - Лю Биньбинь 78′             | 0:2          |                                                    | Место: Дубай, ОАЭ                                                                          |
| Товарищеский матч                                                      | 7 января 2016                   | Узбекистан                                    | 2:1          | Китай                                              | Место: Дубай, ОАЭ                                                                          |
| Товарищеский матч                                                      | 7 января 2016                   | - Сергеев 64′, 78′                            | 2:1          | - Махмуд аль-Марди 68′                             | Место: Дубай, ОАЭ                                                                          |
| Групповой этап, Чемпионат Азии по футболу среди молодёжных команд 2016 | 13 января 2016 19:30 (UTC+3:00) | Республика Корея                              | 2:1          | Узбекистан                                         | Место: Доха, Катар Стадион: Стадион Сухайм бин Хамад Зрители: 803 Судья: Фахад Аль-Мирдаси |
| Групповой этап, Чемпионат Азии по футболу среди молодёжных команд 2016 | 13 января 2016 19:30 (UTC+3:00) | - Мун Чанг Чжин 20′ (пен.)                    | 2:1          | - Хамдамов 57′                                     | Место: Доха, Катар Стадион: Стадион Сухайм бин Хамад Зрители: 803 Судья: Фахад Аль-Мирдаси |
| Групповой этап, Чемпионат Азии по футболу среди молодёжных команд 2016 | 16 января 2016 19:30 (UTC+3:00) | Узбекистан                                    | 2:3          | Ирак                                               | Место: Доха, Катар Стадион: Стадион Сухайм бин Хамад Зрители: 686 Судья: Ахмед аль-Каф     |
| Групповой этап, Чемпионат Азии по футболу среди молодёжных команд 2016 | 16 января 2016 19:30 (UTC+3:00) | - Хамдамов 1′ - Хакимов 79′                   | 2:3          | - Амджад Аттван Кадхим 38′ - Махди 73′ - Хумам 84′ | Место: Доха, Катар Стадион: Стадион Сухайм бин Хамад Зрители: 686 Судья: Ахмед аль-Каф     |
| Групповой этап, Чемпионат Азии по футболу среди молодёжных команд 2016 | 19 января 2016 19:30 (UTC+3:00) | Узбекистан                                    | 3:1          | Йемен                                              | Место: Доха, Катар Стадион: Стадион Сухайм бин Хамад Зрители: 227 Судья: Ма Нин            |
| Групповой этап, Чемпионат Азии по футболу среди молодёжных команд 2016 | 19 января 2016 19:30 (UTC+3:00) | - Сохибов 18′ - Сергеев 68′ - Машарипов 90+3′ | 3:1          | - Ахмед ас-Сарори 82′                              | Место: Доха, Катар Стадион: Стадион Сухайм бин Хамад Зрители: 227 Судья: Ма Нин            |

## 2017 год
| Соревнование                                                                          | Дата и время матча               | Сборная 1 (Голы)                                | Счёт (Отчёт)       | Сборная 2 (Голы)                          | Примечания                                                                          |
| ------------------------------------------------------------------------------------- | -------------------------------- | ----------------------------------------------- | ------------------ | ----------------------------------------- | ----------------------------------------------------------------------------------- |
| Товарищеский матч                                                                     | 23 марта 2017                    | Катар                                           | 1:3                | Узбекистан                                | Место: Доха, Катар                                                                  |
| Товарищеский матч                                                                     | 23 марта 2017                    | ???                                             | 1:3                | - Уринбаев 1′, 55′, 60′                   | Место: Доха, Катар                                                                  |
| Товарищеский матч                                                                     | 25 марта 2017                    | Канада                                          | 1:0                | Узбекистан                                | Место: Доха, Катар                                                                  |
| Товарищеский матч                                                                     | 25 марта 2017                    | ???                                             | 1:0                |                                           | Место: Доха, Катар                                                                  |
| Товарищеский матч                                                                     | 27 марта 2017                    | Узбекистан                                      | 3:4                | Россия                                    | Место: Алмалык, Узбекистан                                                          |
| Товарищеский матч                                                                     | 27 марта 2017                    | ???                                             | 3:4                |                                           | Место: Алмалык, Узбекистан                                                          |
| Групповой этап, Чемпионат Азии по футболу среди молодёжных команд 2018 (квалификация) | 15 июля 2017 21:15 (UTC+04:00)   | Узбекистан                                      | 3:1                | Ливан                                     | Место: Эль-Айн, ОАЭ Стадион: Тахнун Бин Мохамед Зрители: 50 Судья: Такуто Окабэ     |
| Групповой этап, Чемпионат Азии по футболу среди молодёжных команд 2018 (квалификация) | 15 июля 2017 21:15 (UTC+04:00)   | - Халил Хамис 20′ (авт.) - Абдухоликов 30′, 38′ | 3:1                | - Хаммуд 58′                              | Место: Эль-Айн, ОАЭ Стадион: Тахнун Бин Мохамед Зрители: 50 Судья: Такуто Окабэ     |
| Групповой этап, Чемпионат Азии по футболу среди молодёжных команд 2018 (квалификация) | 17 июля 2017 18:25 (UTC+04:00)   | Непал                                           | 0:2                | Узбекистан                                | Место: Эль-Айн, ОАЭ Стадион: Тахнун Бин Мохамед Зрители: 1 825 Судья: Ахмед Аль-Али |
| Групповой этап, Чемпионат Азии по футболу среди молодёжных команд 2018 (квалификация) | 17 июля 2017 18:25 (UTC+04:00)   | - Турсунов 21′ - Ганиев 80′                     | 0:2                |                                           | Место: Эль-Айн, ОАЭ Стадион: Тахнун Бин Мохамед Зрители: 1 825 Судья: Ахмед Аль-Али |
| Групповой этап, Чемпионат Азии по футболу среди молодёжных команд 2018 (квалификация) | 19 июля 2017 18:25 (UTC+04:00)   | ОАЭ                                             | 0:2                | Узбекистан                                | Место: Эль-Айн, ОАЭ Стадион: Тахнун Бин Мохамед Зрители: 1 250 Судья: Ахмед Аль-Али |
| Групповой этап, Чемпионат Азии по футболу среди молодёжных команд 2018 (квалификация) | 19 июля 2017 18:25 (UTC+04:00)   | - Кобилов 67′ - Сидиков 90′                     | 0:2                |                                           | Место: Эль-Айн, ОАЭ Стадион: Тахнун Бин Мохамед Зрители: 1 250 Судья: Ахмед Аль-Али |
| Кубок М-150 2017                                                                      | 11 декабря 2017 18:30 (UTC+7:00) | Мьянма                                          | 2:2                | Узбекистан                                | Место: Бурирам, Таиланд Стадион: Чанг Арена Судья: Титихай Нуалджан                 |
| Кубок М-150 2017                                                                      | 11 декабря 2017 18:30 (UTC+7:00) | - Ситу Аунг 17′ - Лвин Мо Аунг 75′              | 2:2                | - Абдухоликов 88′ - Уринбаев 90+4′ (пен.) | Место: Бурирам, Таиланд Стадион: Чанг Арена Судья: Титихай Нуалджан                 |
| Кубок М-150 2017                                                                      | 13 декабря 2017 14:30 (UTC+7:00) | Узбекистан                                      | 2:1                | Вьетнам                                   | Место: Бурирам, Таиланд Стадион: Чанг Арена Судья: Сивакорн Пу-удом                 |
| Кубок М-150 2017                                                                      | 13 декабря 2017 14:30 (UTC+7:00) | - Абдухоликов 31′ - Уринбаев 66′                | 2:1                | - Нгуен Конг Фыонг 59′ (пен.)             | Место: Бурирам, Таиланд Стадион: Чанг Арена Судья: Сивакорн Пу-удом                 |
| Кубок М-150 2017                                                                      | 15 декабря 2017 18:30 (UTC+7:00) | Япония                                          | 2:2 (3:4 пенальти) | Узбекистан                                | Место: Бурирам, Таиланд Стадион: Чанг Арена Судья: Монгколчай Печсри                |
| Кубок М-150 2017                                                                      | 15 декабря 2017 18:30 (UTC+7:00) | - Абдухоликов 31′ - Уринбаев 66′                | 2:2 (3:4 пенальти) | - Нгуен Конг Фыонг 59′ (пен.)             | Место: Бурирам, Таиланд Стадион: Чанг Арена Судья: Монгколчай Печсри                |

## 2018 год
| Соревнование                                                           | Дата и время матча                | Сборная 1 (Голы)                                                      | Счёт (Отчёт)   | Сборная 2 (Голы)                                      | Примечания |
| ---------------------------------------------------------------------- | --------------------------------- | --------------------------------------------------------------------- | -------------- | ----------------------------------------------------- | --- |
| Групповой этап, Чемпионат Азии по футболу среди молодёжных команд 2018 | 9 января 2018 19:30 (UTC+8:00)    | Катар                                                                 | 1:0            | Узбекистан                                            | Место: Чанчжоу, Цзянсу, Китай Стадион: Олимпийский спортивный центр Чанчжоу Зрители: 1 100 Судья: Ким Дон Чжин (рефери)   |
| Групповой этап, Чемпионат Азии по футболу среди молодёжных команд 2018 | 9 января 2018 19:30 (UTC+8:00)    | - Алмоез Али 55′                                                      | 1:0            |                                                       | Место: Чанчжоу, Цзянсу, Китай Стадион: Олимпийский спортивный центр Чанчжоу Зрители: 1 100 Судья: Ким Дон Чжин (рефери)   |
| Групповой этап, Чемпионат Азии по футболу среди молодёжных команд 2018 | 12 января 2018 16:00 (UTC+8:00)   | Узбекистан                                                            | 1:0            | Китай                                                 | Место: Чанчжоу, Цзянсу, Китай Стадион: Олимпийский спортивный центр Чанчжоу Зрители: 13 800 Судья: Мухаммад Таки (рефери) |
| Групповой этап, Чемпионат Азии по футболу среди молодёжных команд 2018 | 12 января 2018 16:00 (UTC+8:00)   | - Алиджанов 14′                                                       | 1:0            |                                                       | Место: Чанчжоу, Цзянсу, Китай Стадион: Олимпийский спортивный центр Чанчжоу Зрители: 13 800 Судья: Мухаммад Таки (рефери) |
| Групповой этап, Чемпионат Азии по футболу среди молодёжных команд 2018 | 15 января 2018 16:00 (UTC+8:00)   | Узбекистан                                                            | 1:0            | Оман                                                  | Место: Цзянъинь, Цзянсу, Китай Стадион: Цзянъинь (стадион) Судья: Хеттикамканамге Перера                                  |
| Групповой этап, Чемпионат Азии по футболу среди молодёжных команд 2018 | 15 января 2018 16:00 (UTC+8:00)   | - Турсунов 36′                                                        | 1:0            |                                                       | Место: Цзянъинь, Цзянсу, Китай Стадион: Цзянъинь (стадион) Судья: Хеттикамканамге Перера                                  |
| Четвертьфинал, Чемпионат Азии по футболу среди молодёжных команд 2018  | 19 января 2018 16:00 (UTC+8:00)   | Япония                                                                | 0:4            | Узбекистан                                            | Место: Цзянъинь, Цзянсу, Китай Стадион: Цзянъинь (стадион) Зрители: 380 Судья: Фу Минь                                    |
| Четвертьфинал, Чемпионат Азии по футболу среди молодёжных команд 2018  | 19 января 2018 16:00 (UTC+8:00)   | - Сидиков 31′ - Хамдамов 34′ - Яхшибоев 39′, 47′                      | 0:4            |                                                       | Место: Цзянъинь, Цзянсу, Китай Стадион: Цзянъинь (стадион) Зрители: 380 Судья: Фу Минь                                    |
| Полуфинал, Чемпионат Азии по футболу среди молодёжных команд 2018      | 23 января 2018 19:30 (UTC+8:00)   | Узбекистан                                                            | 4:1 (доп. вр.) | Республика Корея                                      | Место: Куньшань, Цзянсу, Китай Стадион: Куньшань (стадион) Зрители: 367 Судья: Турки Аль-Худхайр                          |
| Полуфинал, Чемпионат Азии по футболу среди молодёжных команд 2018      | 23 января 2018 19:30 (UTC+8:00)   | - Уринбаев 33′ - Ганиев 99′ - Яхшибоев 110′ - Акрамжон Комилов 120+1′ | 4:1 (доп. вр.) | - Хван Хён Су 58′                                     | Место: Куньшань, Цзянсу, Китай Стадион: Куньшань (стадион) Зрители: 367 Судья: Турки Аль-Худхайр                          |
| Полуфинал, Чемпионат Азии по футболу среди молодёжных команд 2018      | 27 января 2018 16:00 (UTC+8:00)   | Вьетнам                                                               | 1:2 (доп. вр.) | Узбекистан                                            | Место: Цзянъинь, Цзянсу, Китай Стадион: Цзянъинь (стадион) Зрители: 6 200 Судья: Ахмед аль-Каф                            |
| Полуфинал, Чемпионат Азии по футболу среди молодёжных команд 2018      | 27 января 2018 16:00 (UTC+8:00)   | - Нгуен Куанг Хи 41′                                                  | 1:2 (доп. вр.) | - Ашурматов 8′ - Андрей Сидоров 120′                  | Место: Цзянъинь, Цзянсу, Китай Стадион: Цзянъинь (стадион) Зрители: 6 200 Судья: Ахмед аль-Каф                            |
| Кубок Федерации футбола Вьетнама 2018                                  | 3 августа 2018 16:30 (UTC+07:00)  | Узбекистан                                                            | 0:0            | Оман                                                  | Место: Ханой, Вьетнам Стадион: Национальный стадион Мидинь Зрители: 1 183 Судья: Нгуен Хьен Триот                         |
| Кубок Федерации футбола Вьетнама 2018                                  | 3 августа 2018 16:30 (UTC+07:00)  |                                                                       | 0:0            |                                                       | Место: Ханой, Вьетнам Стадион: Национальный стадион Мидинь Зрители: 1 183 Судья: Нгуен Хьен Триот                         |
| Кубок Федерации футбола Вьетнама 2018                                  | 5 августа 2018 16:30 (UTC+07:00)  | Палестина                                                             | 2:1            | Узбекистан                                            | Место: Ханой, Вьетнам Стадион: Национальный стадион Мидинь Зрители: 2 054 Судья: Хоанг Нгок Ха                            |
| Кубок Федерации футбола Вьетнама 2018                                  | 5 августа 2018 16:30 (UTC+07:00)  | - Омар Эль Шериф 8′ - Одей Даббаг 26′                                 | 2:1            | - Тухташинов 13′                                      | Место: Ханой, Вьетнам Стадион: Национальный стадион Мидинь Зрители: 2 054 Судья: Хоанг Нгок Ха                            |
| Кубок Федерации футбола Вьетнама 2018                                  | 3 августа 2018 16:30 (UTC+07:00)  | Вьетнам                                                               | 1:1            | Узбекистан                                            | Место: Ханой, Вьетнам Стадион: Национальный стадион Мидинь Зрители: 40 192 Судья: Сухайзи Шукри                           |
| Кубок Федерации футбола Вьетнама 2018                                  | 3 августа 2018 16:30 (UTC+07:00)  | - Фан Ван Ок 13′                                                      | 1:1            | - Тухташинов 13′                                      | Место: Ханой, Вьетнам Стадион: Национальный стадион Мидинь Зрители: 40 192 Судья: Сухайзи Шукри                           |
| Финал, Футбол на летних Азиатских играх 2018                           | 27 августа 2018 16:00 (UTC+07:00) | Узбекистан                                                            | 3:4 (доп. вр.) | Республика Корея                                      | Место: Бекаси, Западная Ява, Индонезия Стадион: Стадион Патриот (Индонезия) Судья: Мохаммед аль-Хоиш                      |
| Финал, Футбол на летних Азиатских играх 2018                           | 27 августа 2018 16:00 (UTC+07:00) | - Машарипов 17′ - Алибаев 53′ - Хван Хён Су 55′ (авт.)                | 3:4 (доп. вр.) | - Хван Ый Джо 4′, 34′, 75′ - Хван Хи Чхан 118′ (пен.) | Место: Бекаси, Западная Ява, Индонезия Стадион: Стадион Патриот (Индонезия) Судья: Мохаммед аль-Хоиш                      |

## 2019 год
| Соревнование                                                                          | Дата и время матча                | Сборная 1 (Голы)                                                          | Счёт (Отчёт) | Сборная 2 (Голы)                                         | Примечания |
| ------------------------------------------------------------------------------------- | --------------------------------- | ------------------------------------------------------------------------- | ------------ | -------------------------------------------------------- | --- |
| Групповой этап, Чемпионат Азии по футболу среди молодёжных команд 2020 (квалификация) | 22 марта 2019 17:00 (UTC+5:00)    | Индия                                                                     | 0:3          | Узбекистан                                               | Место: Ташкент, Узбекистан Стадион: Пахтакор Зрители: 2 452 Судья: Ахмед аль-Каф                               |
| Групповой этап, Чемпионат Азии по футболу среди молодёжных команд 2020 (квалификация) | 22 марта 2019 17:00 (UTC+5:00)    | - Кобилов 45+1′ (пен.) - Абдихоликов 78′, 83′                             | 0:3          |                                                          | Место: Ташкент, Узбекистан Стадион: Пахтакор Зрители: 2 452 Судья: Ахмед аль-Каф                               |
| Групповой этап, Чемпионат Азии по футболу среди молодёжных команд 2020 (квалификация) | 26 марта 2019 17:00 (UTC+5:00)    | Узбекистан                                                                | 0:0          | Таджикистан                                              | Место: Ташкент, Узбекистан Стадион: Пахтакор Зрители: 4 287 Судья: Хироюки Кимура                              |
| Групповой этап, Чемпионат Азии по футболу среди молодёжных команд 2020 (квалификация) | 26 марта 2019 17:00 (UTC+5:00)    |                                                                           | 0:0          |                                                          | Место: Ташкент, Узбекистан Стадион: Пахтакор Зрители: 4 287 Судья: Хироюки Кимура                              |
| Товарищеский матч                                                                     | 9 июня 2019 18:00 (UTC+5:00)      | Узбекистан                                                                | 0:2          | Египет                                                   | Место: Андижан, Узбекистан Стадион: Соглом Авлод                                                               |
| Товарищеский матч                                                                     | 9 июня 2019 18:00 (UTC+5:00)      | - Абдихоликов 32′ - Ганиев 90+3′                                          | 0:2          |                                                          | Место: Андижан, Узбекистан Стадион: Соглом Авлод                                                               |
| Товарищеский матч                                                                     | 11 июня 2019 18:00 (UTC+5:00)     | Узбекистан                                                                | 3:2          | Египет                                                   | Место: Андижан, Узбекистан Стадион: Соглом Авлод                                                               |
| Товарищеский матч                                                                     | 11 июня 2019 18:00 (UTC+5:00)     | - Кобилов 17′ - Ганиев 49′ - Абдихоликов 66′                              | 3:2          | - Абдель Салам 82′ - Райян 90+2′                         | Место: Андижан, Узбекистан Стадион: Соглом Авлод                                                               |
| Товарищеский матч                                                                     | 9 июня 2019 18:00 (UTC+5:00)      | Узбекистан                                                                | 1:0          | Иран                                                     | Место: Алмалык, Узбекистан Стадион: AGMK Stadium Судья: Ахрол Рискуллаев                                       |
| Товарищеский матч                                                                     | 9 июня 2019 18:00 (UTC+5:00)      | - Яхшибоев 57′                                                            | 1:0          |                                                          | Место: Алмалык, Узбекистан Стадион: AGMK Stadium Судья: Ахрол Рискуллаев                                       |
| Товарищеский матч                                                                     | 11 июня 2019 18:00 (UTC+5:00)     | Узбекистан                                                                | 4:1          | Иран                                                     | Место: Ташкент, Узбекистан Стадион: Пахтакор Судья: Ахрол Рискуллаев                                           |
| Товарищеский матч                                                                     | 11 июня 2019 18:00 (UTC+5:00)     | - Абдихоликов 17′, 36′, 68′ - Яхшибоев 52′                                | 4:1          | - Мехди Гайеди 48′                                       | Место: Ташкент, Узбекистан Стадион: Пахтакор Судья: Ахрол Рискуллаев                                           |
| Товарищеский матч                                                                     | 6 октября 2019 17:00 (UTC+5:00)   | Узбекистан                                                                | 3:1          | Узбекистан                                               | Место: Ташкент, Узбекистан Стадион: Пахтакор Судья: Джасур Мухторов                                            |
| Товарищеский матч                                                                     | 6 октября 2019 17:00 (UTC+5:00)   | - Хамдамов 11′ - Сергеев 44′, 66′                                         | 3:1          | - Абдихоликов 34′                                        | Место: Ташкент, Узбекистан Стадион: Пахтакор Судья: Джасур Мухторов                                            |
| Товарищеский матч                                                                     | 11 октября 2019 20:35 (UTC+09:00) | Республика Корея                                                          | 3:1          | Узбекистан                                               | Место: Хвасон, Кёнгидо, Республика Корея Стадион: Спортивный городок Хвасон Зрители: 6 539 Судья: Инь Хао Шэнь |
| Товарищеский матч                                                                     | 11 октября 2019 20:35 (UTC+09:00) | - Ким Джэ Ву 37′ - О Се Хон 71′ - Ким Джин Куй 75′                        | 3:1          | - Яхшибоев 20′                                           | Место: Хвасон, Кёнгидо, Республика Корея Стадион: Спортивный городок Хвасон Зрители: 6 539 Судья: Инь Хао Шэнь |
| Товарищеский матч                                                                     | 14 октября 2019 20:00 (UTC+09:00) | Республика Корея                                                          | 1:2          | Узбекистан                                               | Место: Чхонан, Чхунчхон-Намдо, Республика Корея Стадион: Чхонан (стадион) Зрители: 7 305 Судья: Лю Квок Ман    |
| Товарищеский матч                                                                     | 14 октября 2019 20:00 (UTC+09:00) | - Чон Ву Ён 30′                                                           | 1:2          | - Абдухоликов 49′ - Яхшибоев 81′                         | Место: Чхонан, Чхунчхон-Намдо, Республика Корея Стадион: Чхонан (стадион) Зрители: 7 305 Судья: Лю Квок Ман    |
| Кубок Дубая 2019                                                                      | 13 ноября 2019 16:45 (UTC+4:00)   | Ирак                                                                      | 3:3          | Узбекистан                                               | Место: Дубай, Объединённые Арабские Эмираты Стадион: Стадион имени Зеяба Авана                                 |
| Кубок Дубая 2019                                                                      | 13 ноября 2019 16:45 (UTC+4:00)   | - Абдулрахман 4′ - Джаббар 62′ - Касим 85′                                | 3:3          | - Достон Ибрагимов 21′, 64′ - Тухтасинов 28′             | Место: Дубай, Объединённые Арабские Эмираты Стадион: Стадион имени Зеяба Авана                                 |
| Кубок Дубая 2019                                                                      | 15 ноября 2019 16:45 (UTC+4:00)   | Узбекистан                                                                | 1:1          | Иордания                                                 | Место: Дубай, Объединённые Арабские Эмираты Стадион: Стадион имени Зеяба Авана                                 |
| Кубок Дубая 2019                                                                      | 15 ноября 2019 16:45 (UTC+4:00)   | - Яхшибоев 40′ (пен.)                                                     | 1:1          | - Саед 53′                                               | Место: Дубай, Объединённые Арабские Эмираты Стадион: Стадион имени Зеяба Авана                                 |
| Кубок Дубая 2019                                                                      | 17 ноября 2019 16:45 (UTC+4:00)   | ОАЭ                                                                       | 2:1          | Узбекистан                                               | Место: Дубай, Объединённые Арабские Эмираты Стадион: Стадион имени Зеяба Авана                                 |
| Кубок Дубая 2019                                                                      | 17 ноября 2019 16:45 (UTC+4:00)   | - Зайед аль-Амери 6′ (пен.) - Яхья Аль Гассани 59′                        | 2:1          | - Ойбек Бозоров 90+1′                                    | Место: Дубай, Объединённые Арабские Эмираты Стадион: Стадион имени Зеяба Авана                                 |
| Кубок Дубая 2019                                                                      | 19 ноября 2019 18:00 (UTC+4:00)   | Узбекистан                                                                | 2:2          | Саудовская Аравия                                        | Место: Дубай, Объединённые Арабские Эмираты Стадион: Стадион имени Зеяба Авана                                 |
| Кубок Дубая 2019                                                                      | 19 ноября 2019 18:00 (UTC+4:00)   | - Кобилов 48′ - Абдуллаев 90+2′                                           | 2:2          | - Саад аль-Селули 5′ - Сами аль-Наджей 17′               | Место: Дубай, Объединённые Арабские Эмираты Стадион: Стадион имени Зеяба Авана                                 |
| Товарищеский матч                                                                     | 18 декабря 2019 16:00 (UTC+4:00)  | Аль-Араби (футбольный клуб, Умм-эль-Кайвайн)                              | 0:4          | Узбекистан                                               | Место: Дубай, Объединённые Арабские Эмираты                                                                    |
| Товарищеский матч                                                                     | 18 декабря 2019 16:00 (UTC+4:00)  | - Абдухоликов 7′ - Sanjar Kodirkulov 31′ - Мирахмадов 79′ - Алиджанов 83′ | 0:4          |                                                          | Место: Дубай, Объединённые Арабские Эмираты                                                                    |
| Товарищеский матч                                                                     | 22 декабря 2019 16:00 (UTC+4:00)  | Узбекистан                                                                | 4:2          | Ирак                                                     | Место: Дубай, Объединённые Арабские Эмираты Стадион: Стадион спортивного клуба Аль-Хамрия                      |
| Товарищеский матч                                                                     | 22 декабря 2019 16:00 (UTC+4:00)  | - Абдухоликов 25′, 32′, 50′ - Яхшибоев 43′                                | 4:2          | - Мохаммед Рида Джалил 15′ - Давуд 38′ (пен.)            | Место: Дубай, Объединённые Арабские Эмираты Стадион: Стадион спортивного клуба Аль-Хамрия                      |
| Товарищеский матч                                                                     | 25 декабря 2019                   | Ирак                                                                      | 1:3          | Узбекистан                                               | Место: Дубай, Объединённые Арабские Эмираты Стадион: Стадион спортивного клуба Аль-Хамрия                      |
| Товарищеский матч                                                                     | 25 декабря 2019                   | - Саттор 45+1′                                                            | 1:3          | - Шерзод Насруллаев 41′ - Мирахмадов 44′ - Алиджанов 87′ | Место: Дубай, Объединённые Арабские Эмираты Стадион: Стадион спортивного клуба Аль-Хамрия                      |
| Товарищеский матч                                                                     | 25 декабря 2019                   | Аль-Хамрия (футбольный клуб)                                              | 0:3          | Узбекистан                                               | Место: Дубай, Объединённые Арабские Эмираты Стадион: Стадион спортивного клуба Аль-Хамрия                      |
| Товарищеский матч                                                                     | 25 декабря 2019                   | - Ганиев 41′ - Яхшибоев 44′ - Достон Ибрагимов 15′                        | 0:3          |                                                          | Место: Дубай, Объединённые Арабские Эмираты Стадион: Стадион спортивного клуба Аль-Хамрия                      |

## 2020 год
| Соревнование                                                           | Дата и время матча              | Сборная 1 (Голы)                              | Счёт (Отчёт) | Сборная 2 (Голы)                                                                                        | Примечания                                                                                   |
| ---------------------------------------------------------------------- | ------------------------------- | --------------------------------------------- | ------------ | --- | -------------------------------------------------------------------------------------------- |
| Товарищеский матч                                                      | 3 января 2020                   | Катар                                         | 1:3          | Узбекистан                                                                                              | Место: Бангкок, Таиланд Стадион: Громовой стадион Зрители: 7 305 Судья: Лю Квок Ман          |
| Товарищеский матч                                                      | 3 января 2020                   | - Мохамед Ваад 78′                            | 1:3          | - Абдухоликов 40′, 70′ - Аликулов 44′                                                                   | Место: Бангкок, Таиланд Стадион: Громовой стадион Зрители: 7 305 Судья: Лю Квок Ман          |
| Групповой этап, Чемпионат Азии по футболу среди молодёжных команд 2020 | 9 января 2020 17:15 (UTC+7:00)  | Узбекистан                                    | 1:1          | Иран | Место: Сонгкхла, Таиланд Стадион: Тинсуланон (стадион) Зрители: 4 180 Судья: Хамис аль-Марри |
| Групповой этап, Чемпионат Азии по футболу среди молодёжных команд 2020 | 9 января 2020 17:15 (UTC+7:00)  | - Кобилов 40′ (пен.)                          | 1:1          | - Реза Дехгани 58′                                                                                      | Место: Сонгкхла, Таиланд Стадион: Тинсуланон (стадион) Зрители: 4 180 Судья: Хамис аль-Марри |
| Групповой этап, Чемпионат Азии по футболу среди молодёжных команд 2020 | 12 января 2020 17:15 (UTC+7:00) | Китай                                         | 0:2          | Узбекистан                                                                                              | Место: Рангсит, Патхумтхани, Таиланд Стадион: Таммасат Судья: Хироюки Кимура                 |
| Групповой этап, Чемпионат Азии по футболу среди молодёжных команд 2020 | 12 января 2020 17:15 (UTC+7:00) | - Ислом Кобилов 45+3′ (пен.) - Тухтасинов 80′ | 0:2          | | Место: Рангсит, Патхумтхани, Таиланд Стадион: Таммасат Судья: Хироюки Кимура                 |
| Групповой этап, Чемпионат Азии по футболу среди молодёжных команд 2020 | 15 января 2020 17:15 (UTC+7:00) | Узбекистан                                    | 1:2          | Республика Корея                                                                                        | Место: Рангсит, Патхумтхани, Таиланд Стадион: Таммасат Судья: Хироюки Кимура                 |
| Групповой этап, Чемпионат Азии по футболу среди молодёжных команд 2020 | 15 января 2020 17:15 (UTC+7:00) | - Абдухоликов 21′                             | 1:2          | - О Се Хон 5′, 71′                                                                                      | Место: Рангсит, Патхумтхани, Таиланд Стадион: Таммасат Судья: Хироюки Кимура                 |
| Четвертьфинал, Чемпионат Азии по футболу среди молодёжных команд 2020  | 19 января 2020 20:15 (UTC+7:00) | ОАЭ                                           | 1:5          | Узбекистан                                                                                              | Место: Бангкок, Таиланд Стадион: Раджамангала Зрители: 244 Судья: Фу Минь                    |
| Четвертьфинал, Чемпионат Азии по футболу среди молодёжных команд 2020  | 19 января 2020 20:15 (UTC+7:00) | - Зайед Аль-Амери 13′                         | 1:5          | - Ильхом Алиджанов 16′ - Ислом Кобилов 26′ (пен.) - Ойбек Бозоров 41′ - Яхшибоев 84′ - Тухтасинов 90+3′ | Место: Бангкок, Таиланд Стадион: Раджамангала Зрители: 244 Судья: Фу Минь                    |
| Полуфинал, Чемпионат Азии по футболу среди молодёжных команд 2020      | 22 января 2020 17:15 (UTC+7:00) | Саудовская Аравия                             | 1:0          | Узбекистан                                                                                              | Место: Бангкок, Таиланд Стадион: Раджамангала Зрители: 329 Судья: Рюдзи Сато                 |
| Полуфинал, Чемпионат Азии по футболу среди молодёжных команд 2020      | 22 января 2020 17:15 (UTC+7:00) | - Насер аль-Омран 87′                         | 1:0          | | Место: Бангкок, Таиланд Стадион: Раджамангала Зрители: 329 Судья: Рюдзи Сато                 |
| Полуфинал, Чемпионат Азии по футболу среди молодёжных команд 2020      | 25 января 2020 19:30 (UTC+7:00) | Австралия                                     | 1:0          | Узбекистан                                                                                              | Место: Бангкок, Таиланд Стадион: Раджамангала Зрители: 590 Судья: Мохаммед Абдулла Мохамед   |
| Полуфинал, Чемпионат Азии по футболу среди молодёжных команд 2020      | 25 января 2020 19:30 (UTC+7:00) | - Николас Д'Агостино 47′                      | 1:0          | | Место: Бангкок, Таиланд Стадион: Раджамангала Зрители: 590 Судья: Мохаммед Абдулла Мохамед   |

## 2021 год
| Соревнование                                                                          | Дата и время матча               | Сборная 1 (Голы)                                                                | Счёт (Отчёт) | Сборная 2 (Голы)                                                | Примечания                                                                          |
| ------------------------------------------------------------------------------------- | -------------------------------- | ------------------------------------------------------------------------------- | ------------ | --------------------------------------------------------------- | ----------------------------------------------------------------------------------- |
| Групповой этап, Чемпионат Азии по футболу среди молодёжных команд 2022 (квалификация) | 27 октября 2021 15:00 (UTC+5:00) | Узбекистан                                                                      | 2:2          | Саудовская Аравия                                               | Место: Ташкент, Узбекистан Стадион: Пахтакор Зрители: 571 Судья: Юсуке Араки        |
| Групповой этап, Чемпионат Азии по футболу среди молодёжных команд 2022 (квалификация) | 27 октября 2021 15:00 (UTC+5:00) | - Джуракузиев 45′ - Жалолиддинов 80′ (пен.)                                     | 2:2          | - Хамед аль-Гамди 29′ - Абдулмохсен аль-Кахтани 29′             | Место: Ташкент, Узбекистан Стадион: Пахтакор Зрители: 571 Судья: Юсуке Араки        |
| Групповой этап, Чемпионат Азии по футболу среди молодёжных команд 2022 (квалификация) | 30 октября 2021 15:00 (UTC+5:00) | Узбекистан                                                                      | 6:0          | Бангладеш                                                       | Место: Ташкент, Узбекистан Стадион: Пахтакор Зрители: 2 169 Судья: Мохаммад Габайен |
| Групповой этап, Чемпионат Азии по футболу среди молодёжных команд 2022 (квалификация) | 30 октября 2021 15:00 (UTC+5:00) | - Хошимов 13′, 17′ - Бегимов 14′ - Тоштемиров 26′ - Файзуллаев 64′ - Одилов 89′ | 6:0          |                                                                 | Место: Ташкент, Узбекистан Стадион: Пахтакор Зрители: 2 169 Судья: Мохаммад Габайен |
| Групповой этап, Чемпионат Азии по футболу среди молодёжных команд 2022 (квалификация) | 30 октября 2021 15:00 (UTC+5:00) | Кувейт                                                                          | 1:5          | Узбекистан                                                      | Место: Ташкент, Узбекистан Стадион: Пахтакор Зрители: 213 Судья: Аммар Махфуд       |
| Групповой этап, Чемпионат Азии по футболу среди молодёжных команд 2022 (квалификация) | 30 октября 2021 15:00 (UTC+5:00) | - Наджи 13′, 17′                                                                | 1:5          | - Рахимкулов 14′ - Эркинов 26′ - Жалолиддинов 64′ - Хошимов 89′ | Место: Ташкент, Узбекистан Стадион: Пахтакор Зрители: 213 Судья: Аммар Махфуд       |